# نانجینگ (فیلم ۲۰۰۷)
نانجینگ (انگلیسی: Nanking) یک فیلم مستند در مورد کشتار نانجینگ است که در سال ۱۹۳۷ توسط ارتش ژاپن در پایتخت سابق نانجینگ، چین انجام شد. این فیلم با الهام از کتاب آیریس چانگ به نام «تجاوز به نانجینگ» (۱۹۹۷)، که در مورد آزار و شکنجه و قتل چینی‌ها توسط نیروی زمینی امپراتوری ژاپن در آغاز جنگ دوم چین و ژاپن (۱۹۳۷–۴۵) در پایتخت وقت نانجینگ بحث می‌کند، ساخته شده‌است.